# Eduardo Kingman
Eduardo Kingman Riofrío(Loja, 23 de fevereiro de 1913 – Quito, 27 de novembro de 1997) foi um pintor equatoriano. Conhecido como um dos mestres do expressionismo e do indigenismo equatoriano do século XX.
Durante 20 anos, Kingman foi principal titular da Escola de Belas Artes de Quito, juntamente com o diretor do museu colonial em Quito. Ele fundou a Galeria Caspery em Quito. Naquela época suas obras foram expostas em muitas capitais como Paris, Washington D.C., São Francisco, Cidade do México, Caracas, Bogotá, além de uma exposição de seus trabalhos em sua homenagem na sede das Nações Unidas em Nova Iorque.
Em suas obras, Kingman abordava a condição dos povos indígenas do Equador, além de temas como a pobreza e o sofrimento que são capturados pela expressividade das mãos e rostos dos modelos.
Kingman também foi escritor e ativista social.

## Principais obras

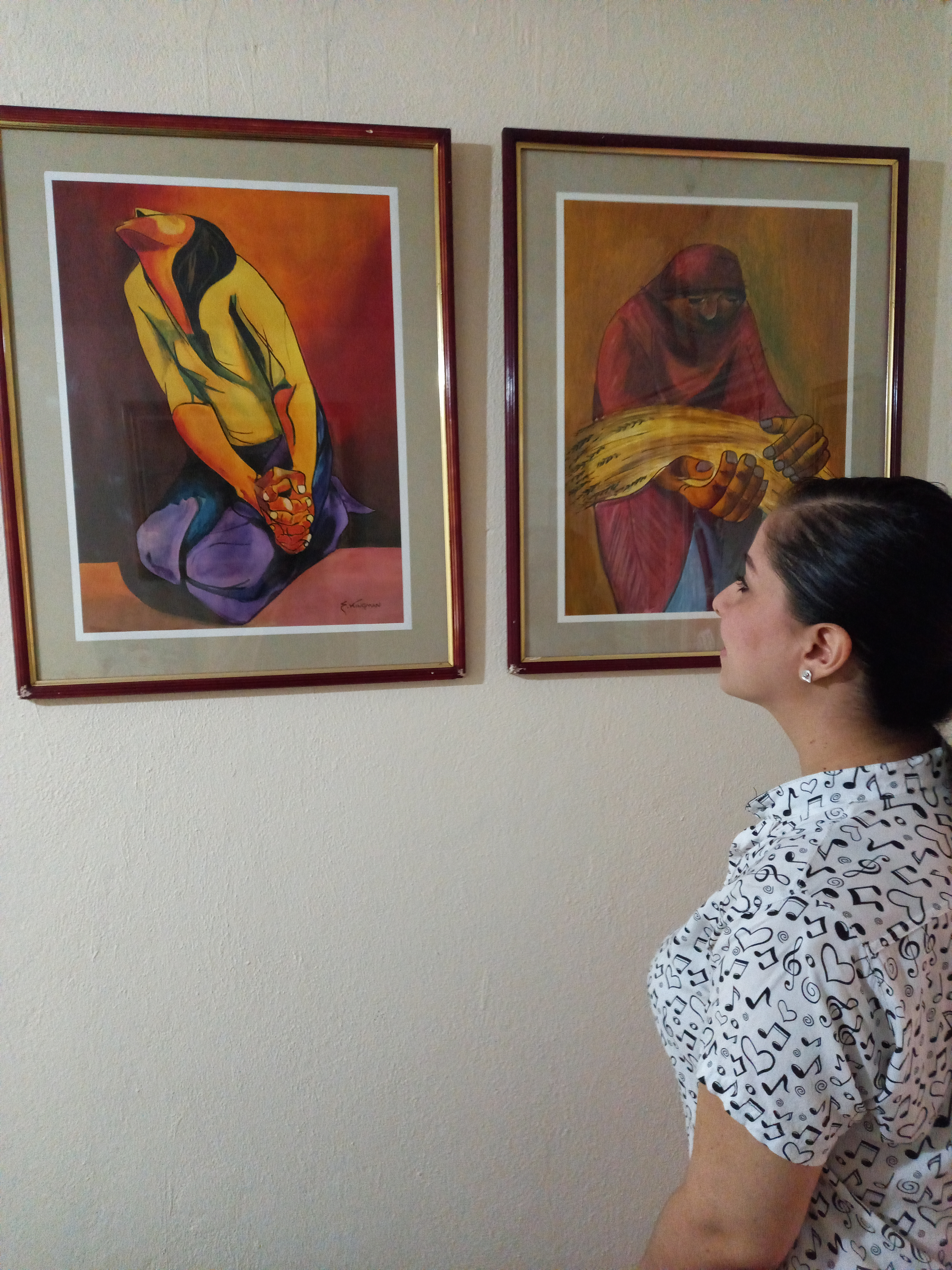
Pinturas de Eduardo Kingman

- Mirada Hacia el Sur (1981)
- La Hora Obsura (1965)
- Fin de Fiesta (1941)
- Saque de Papas (1939)